# Politique en Irak
La politique en Irak s'inscrit dans un modèle étatique de république fédérale parlementaire où le président est le chef d'État et jouit d'un rôle principalement honorifique et le Premier ministre est le chef du gouvernement. La première et actuelle Constitution de l'Irak est approuvée par référendum le 15 octobre 2005.

## Système politique

### Pouvoir exécutif
| Charge           | Nom                      | Parti | Depuis          |
| ---------------- | ------------------------ | ----- | --------------- |
| Président        | Abdel Latif Rachid       | UPK   | 13 octobre 2022 |
| Vice-président   | Vacant                   |       | 2 octobre 2018  |
| Premier ministre | Mohammed Chia al-Soudani | Dawa  | 27 octobre 2022 |

Le président a peu de pouvoirs exécutifs. Le Premier ministre est en fait le chef de l'exécutif, il nomme le cabinet.

### Pouvoir législatif
Le Parlement irakien est bicaméral :
- La chambre basse est le Conseil des représentants, composée de 328 membres, élus au suffrage universel direct, pour quatre ans.
- La chambre haute est le Conseil de la Fédération. Il n'y a pas encore eu d'élection, le Conseil de la Fédération n'a donc aucun membre. De plus son rôle demeure indéfini[1].

## Partis politiques
- Alliance irakienne unifiée
  - Conseil suprême islamique irakien - Ammar al-Hakim
  - Mouvement sadriste - Moqtada al-Sadr
  - Parti islamique Dawa - Nouri al-Maliki
  - Parti islamique Dawa - Organisation d'Irak - Qassim Mohammed Taqi al-Sahlani
  - Coalition des Tribus d'Irak - Hamid al-Hais
- Alliance patriotique démocratique du Kurdistan
  - Parti démocratique du Kurdistan - Massoud Barzani
  - Union patriotique du Kurdistan - Jalal Talabani
  - Union islamique du Kurdistan
  - Mouvement Goran - dirigé par Nawshirwan Mustafa
  - Parti communiste du Kurdistan
  - Parti patriotique assyrien
- Entente nationale irakienne
- Front turkmène d'Irak
- Parti communiste irakien
- Groupe islamique du Kurdistan
- Parti démocratique national
- Mouvement démocratique assyrien
- Parti communiste-ouvrier d'Irak
- Parti communiste-ouvrier de gauche en Irak
- Parti islamique irakien
- Mouvement yézidi pour la réforme et le progrès

Le Congrès des libertés en Irak est un parti de la gauche laïque, qui ne participe pas aux élections, ni aux institutions irakiennes, qu'il considère comme liées aux forces d'occupation. Sa base est essentiellement syndicale. Le Parti Baas, parti de l'ancien dictateur Saddam Hussein et parti au pouvoir de 1968 à 2003, est interdit en juin 2003 pendant l'occupation américaine et dissout.

## Élections

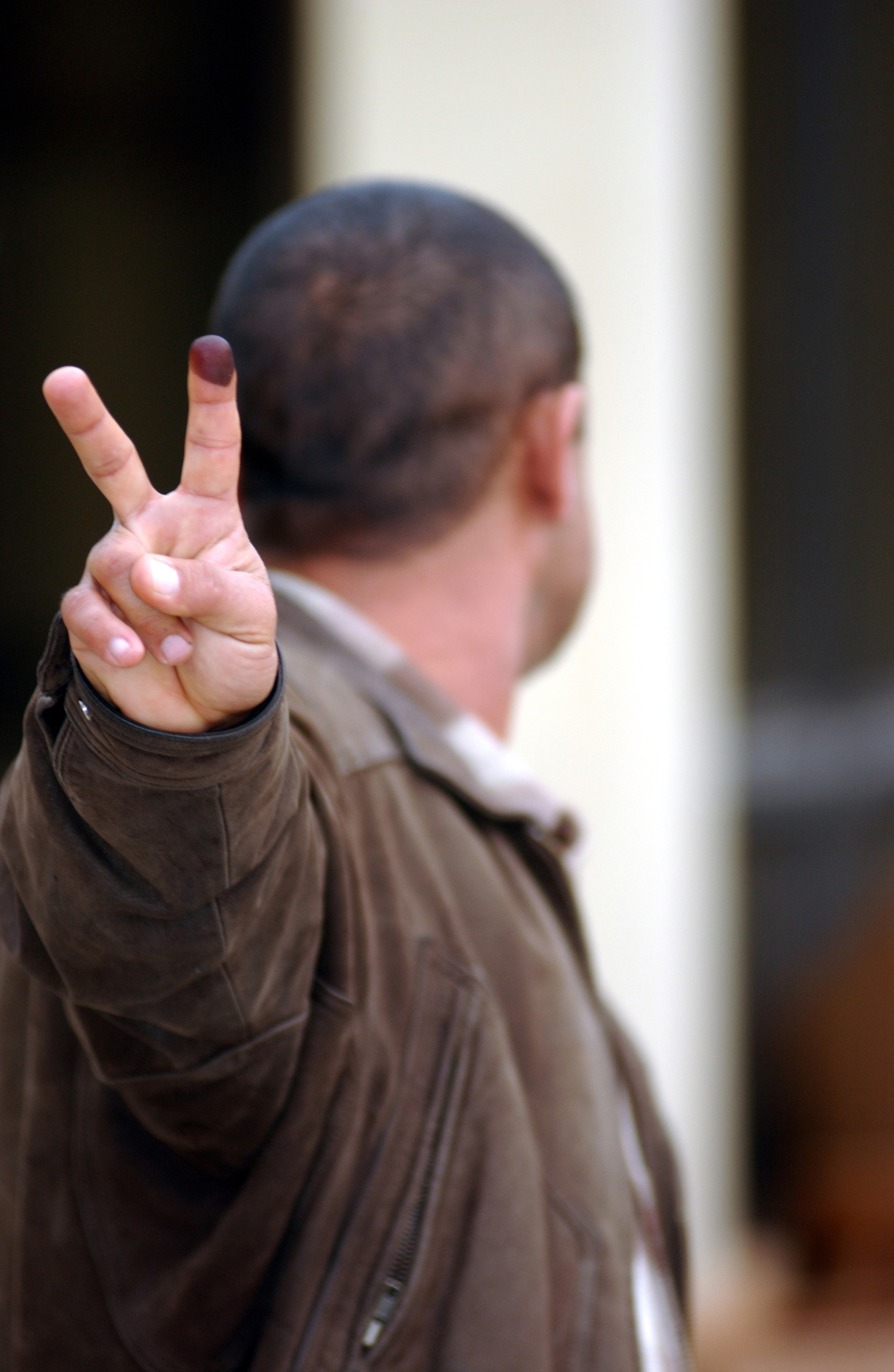
Un Irakien faisant le signe de la victoire en montrant son doigt marqué par l'encre indélébile, en janvier 2005.

### Avant 2003
Jusqu'en 2003, l'Irak était officiellement une république depuis le début des années 1960, gouvernée par Saddam Hussein depuis le 16 juillet 1979.
L'attaque menée par les États-Unis et le Royaume-Uni soutenue par plusieurs dizaines de pays a entraîné le renversement du gouvernement de Saddam Hussein et la présence des armées alliées dans le pays jusqu'en 2011.

### Gouvernement provisoire
D'avril 2005 à mai 2006, le pouvoir est détenu par le gouvernement de transition dirigé par le chiite Ibrahim al-Jaafari. Jalal Talabani, le nouveau président irakien intérimaire, est un important dirigeant kurde, favorable à la scission de l'Irak en trois entités distinctes, idée considérée comme totalement inacceptable par la minorité sunnite. Les chiites ont toutefois une position intermédiaire, préférant quant à eux créer un État fédéral.

### Élections générales du 30 janvier 2005

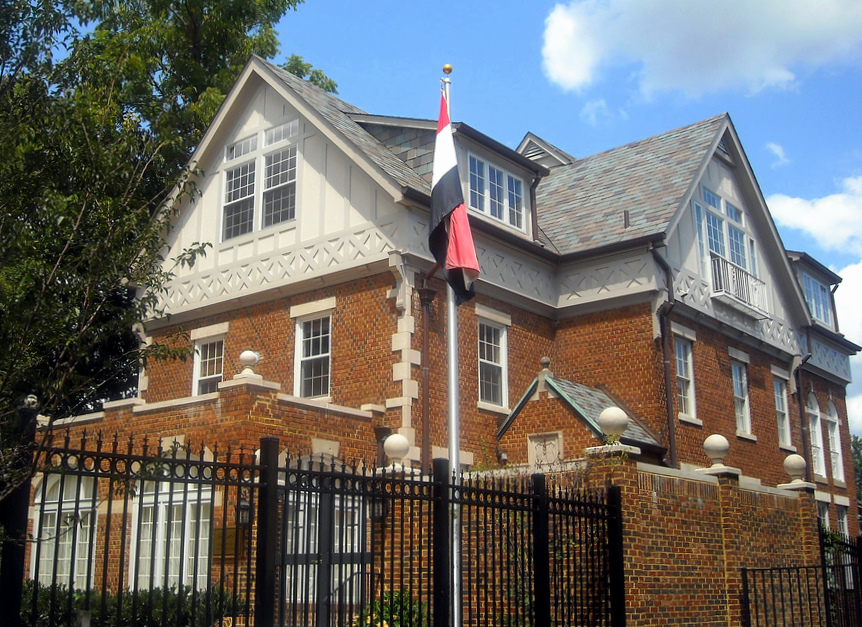
L'ambassade irakienne à Washington en 2008.

Le scrutin du 30 janvier 2005 proposait l'élection d'une assemblée nationale constituante, composée de 275 sièges. Celle-ci désigne un nouveau président et deux vice-présidents ; ces derniers nommeront un nouveau premier ministre, et donc un nouveau gouvernement qui remplace le gouvernement provisoire. Il s'agissait aussi pour les 14,2 millions de citoyens irakiens inscrits sur les listes électorales (il s'agit d'une estimation de la Commission électorale irakienne) de choisir, selon leur région, les 51 membres du Conseil de Bagdad ou les 41 membres de chacun des 17 conseils provinciaux. La "communauté" (pour les Kurdes, le mot "communauté" n'a pas le même sens que pour les chiites et les sunnites) kurde devait aussi élire 111 députés de leur assemblée autonome.
La journée du vote fut marquée par des attentats ayant tué 36 personnes dont 30 civils. Mais ces violences n'ont pas empêché les Irakiens de se rendre aux urnes : le taux de participation s'établit à 58 % (8 456 266 votants). L'Alliance irakienne unifiée, liste chiite soutenue par le grand ayatollah Ali al-Sistani remporte 4 075 000 de voix (48,1 %), l'Alliance kurde 2 175 000 (25,7 %), la liste du Premier ministre sortant Iyad Allaoui 1 168 000 (13,8 %) et la liste du président sortant Ghazi al-Yaouar, un sunnite, arrive en quatrième position avec 150 680 votes, soit 1,7 % des suffrages exprimés. Dans les régions sunnites, l'abstention est toutefois supérieure à 80 %, voire 90 % . 
La Commission de rédaction de la Constitution, qui a écrit la loi fondamentale de l'Irak avant le 15 août 2005, réunit 55 membres dont 25 sunnites. Elle est proposée à l'approbation du peuple le 15 octobre 2005 : 61 % des citoyens ont participé à cette consultation démocratique, malgré les tentatives d'intimidation qui ont fait quatre morts dans tout le pays. Les résultats sont connus le 24 octobre 2005 : la Constitution est acceptée par 78 % des Irakiens, mais les deux provinces sunnites les plus peuplées (Salah ad-Din et Al-Anbâr) l'ont largement rejetée. La Commission électorale "indépendante" située à Bagdad affirme que les règles internationales de la démocratie ont été respectées.
Une fois la Constitution approuvée, l'élection de l'Assemblée nationale d'Irak, en décembre 2005 a mis en place une assemblée nationale permanente et un gouvernement qui ne soit plus de transition.
Le Parlement a approuvé le 8 juin 2006 la nomination des ministres de la Défense, de l'Intérieur et de la sécurité nationale, fonctions qui avaient été supprimées depuis 2003 (ces fonctions étaient directement assurées par les forces d'occupation, qui assuraient le commandement direct des unités de l'armée et de la police irakiennes ayant été reconstituées), en suspens depuis l’entrée en fonction le 20 avril 2006 du gouvernement du Premier ministre Nouri al-Maliki. Le général Abdul-Qadre Mohammed Jassim, un sunnite, prend la tête du ministère de la Défense. Les chiites Jawad al-Bulani et Chirwan al-Waili prennent respectivement le portefeuille du ministère de l'Intérieur et de la Sécurité nationale.

## Démocratie
Après l'occupation américaine, la démocratie se met difficilement en place. Dans la première édition de 2006 de l'indice de démocratie publié par l'Economic Intelligence Unit, l'Irak avait un score de 4,01, elle était alors classé en tant que régime hybride. Dans l'édition de 2021, sa note était depuis passée à 3,51, passant en régime autoritaire. 